# Henri Caffiaux
Henri Étienne Caffiaux, né le 15 octobre 1818 et mort le 27 décembre 1897 à Valenciennes, est un historien et helléniste français. 

## Biographie
Reçu bachelier en 1837, il obtient sa licence en 1847. En 1861, il obtient le titre de docteur ès lettres en soutenant à Paris sa thèse principale De l'Oraison funèbre dans la Grèce païenne et sa thèse secondaire De Hannonia Ludovico XIV regnante. Il est nommé maître d'études au Collège de Valenciennes en 1848. Archiviste de 1861 à 1875, il devient inspecteur et administrateur de la Bibliothèque de Valenciennes. Il est membre de la commission historique du Nord, de la Société des Études grecques en France, de la Société des antiquaires de France et de la Société d'agriculture, sciences et arts de Valenciennes. Il est l'auteur de divers ouvrages sur l'histoire locale et réalise également de nombreuses traductions du grec ancien vers le français.

## Publications
- De l'oraison funèbre dans la Grèce païenne, Valenciennes, impr. de B. Henry, 1860.
- De Hannonia Ludovico XIV regnante, Valenciennes, apud Lemaître, 1860.
- Abattis de maisons à Gommegnies, Crespin et Saint-Saulve, 1348-1382, Valenciennes, Veuve Henry, 1863 (lire en ligne).
- Nicole de Dury, maître clerc de la ville de Valenciennes, 1361-1373, Valenciennes, E. Prignet, Lemaître, 1866 (lire en ligne).